# Haiove, Oleksandrivka
Haiove (în ucraineană Гайове) este un sat în comuna Vesele din raionul Oleksandrivka, regiunea Kirovohrad, Ucraina.

## Demografie
Componența lingvistică a localității Haiove
     Ucraineană (98,07%)
     Rusă (1,93%)
Conform recensământului din 2001, majoritatea populației localității Haiove era vorbitoare de ucraineană (98,07%), existând în minoritate și vorbitori de rusă (1,93%).